# Ole E. Heie
Ole Engel Heie (født 10. maj 1926 i København, død 4. januar 2019) var en dansk entomolog og biologididaktiker. Han var en af verdens førende eksperter i bladlus. Hans hovedværk er utvivlsomt behandlingen af bladlus i serien Fauna Entomologica Scandinavica, hvor han i seks bind (1980-1995) gav beskrivelser, illustrationer og bestemmelsesnøgler til alle 579 arter kendt fra Danmark, Finland, Norge og Sverige. Han var professor emeritus ved den daværende Danmarks Lærerhøjskole.
Han blev cand.scient. i biologi fra Københavns Universitet i 1951 og underviste siden på folkeskoler, seminarier og ved universiteter, blandt andet som gæstelærer ved North Carolina State University. I 1967 forsvarede han sin doktordisputats, og i 1981 frem til pensioneringen i 1994 bestred Ole E. Heie et professorat i biologi ved Danmarks Lærerhøjskole. Han var desuden formand for Dansk Naturhistorisk Forening, censor ved de danske universiteter og været medlem af en række videnskabelige organisationer og komiteer.
Den 24. oktober 1990 modtog han Dannebrogordenen.